# Death Race for Love
Death Race for Love è il secondo album in studio del rapper statunitense Juice Wrld, pubblicato l'8 marzo 2019.

## Tracce
1. Empty – 4:08
2. Maze – 2:24
3. HeMotions – 3:07
4. Demonz (Interlude) (feat. Brent Faiyaz) – 1:35
5. Fast – 3:28
6. Hear Me Calling – 3:09
7. Big – 3:44
8. Robbery – 4:00
9. Flaws and Sins – 3:38
10. Feeling – 3:21
11. Syphilis – 2:11
12. Who Shot Cupid? – 3:34
13. Ring Ring (con Rvssian feat. Clever) – 2:51
14. Desire – 3:09
15. Out My Way – 2:36
16. The Bees Knees – 5:25
17. On God (feat. Young Thug) – 4:10
18. 10 Feet – 3:32
19. Won't Let Go – 3:20
20. She's the One – 3:08
21. Rider – 3:12
22. Make Believe – 2:22